# プレー・ユナイテッドFC
プレー・ユナイテッドFC (สโมสรฟุตบอลแพร่ยูไนเต็ด, Phrae United Football Club) は、タイ王国のプレー県をホームタウンとするプロサッカークラブ。

## 概要
2009年に「プレーFC」として設立され、当時の3部リーグであったリージョナルリーグ・ディヴィジョン2北地区に参戦。翌2010年に「プレー・ユナイテッドFC」に改名した。2017年には新設されたタイ・リーグ3に参入し、2019年には上地区2位でタイ・リーグ2に昇格した。昇格最初のシーズンとなった2020-21シーズンは5位でリーグを終えたが、昇格プレーオフ準決勝でコーンケン・ユナイテッドFCに敗れてタイ・リーグ1への昇格はならなかった。

## 歴代所属選手
- 佐藤佳成 2015年
- 高橋篤史 2017年
- 中垣内優太 2017年
- ムスタファ・ザザイ 2018
- ピチポン・チョエイチウ（英語版） 2020-2021
- 趙晟桓 2020
- チョー・コー・コー 2021
- 伊藤卓 2021-2023, 2025-
- ロドリゴ・マラニョン 2021-2023
- 清水龍秀 2024-2025

## 歴代監督
- ピチポン・チョエイチウ（英語版） 2021-2022 （選手兼任）